# Джессіка Крейг
Джессіка Крейг — природоохоронниця і докторантка Університетського коледжу Лондона. Вона допомогла заснувати Panthera, найбільшу у світі організацію з охорони диких котів, і Stop Ivory, незалежну неурядову організацію, яка має на меті захистити слона і припинити торгівлю слоновою кісткою. Наразі вона  закінчила докторську дисертацію з використання віддалених камерпасток та інших технологій для моніторингу та управління охоронюваними територіями.
Її сім'я раніше тримала ранчо великої рогатої худоби в Лева в Кенії; її батько Ян Крейг на землі сім'ї заснував заповідник Ngare Sergoi Rhino, а потім заснував Lewa Wildlife Conservancy, який включав оригінальний заповідник.
Крейг — колишня подруга Вільяма, принца Уельского. У квітні 2015 року вона заручилася з канадським професором Джонатаном Бейлі, директором з охорони природи Лондонського зоологічного товариства. Крейг одружилася з Джонатаном Бейлі в суботу, 26 березня 2016 року у її сімейному маєтку в Лева за присутності принца Уельского як одного із гостей.